# 红胸水萤
红胸水萤（学名：Aquatica lateralis），萤科水萤属的一种，分布于俄罗斯西伯利亚、千岛群岛、中国东北、朝鲜半岛及日本等地。模式产地为俄罗斯达乌里亚山脉（Dauria）。
本种于2023年被收录入中国《有重要生态、科学、社会价值的陆生野生动物名录》。

## 形态特征
红胸水萤体黑色，雄性中胸背板红粉色或黄色，中间有一条从前缘延伸到后缘的深褐色带。鞘翅深棕色。幼虫于稻田中活动。